# Medalja kolibrića
Medalja kolibrića (eng. Hummingbird Medal) državno je odlikovanje  Trinidada i Tobaga koja se dodjeljuje javnim ili privatnim osobama koje su svojim djelovanjem i odanošću doprinijeli javnom dobru i prestižu zajednice i Trinidada i Tobaga. Postoje tri stupnja ove nagrade - brončan, srebrn i zlatan. Broj primatelja ove nagrade ograničen je na najviše petnaest primatelja godišnje. Izdaje se od 26. kolovoza 1969. godine.